# NGC 2469
NGC 2469 je galaksija u zviježđu Risu.

## Vanjske poveznice
- SEDS: NGC 2469